# Frontiers Media
Pour les articles homonymes, voir Frontiers.
Ne doit pas être confondu avec Frontières (média).
Frontiers Media est une maison d'édition de revues scientifiques en libre accès. Elle a été créée dans le parc scientifique de l'École polytechnique fédérale de Lausanne (Lausanne, Suisse).
Frontiers lance son premier journal, Frontiers in Neuroscience, en 2007. En mars 2013, le Nature Publishing Group annonce un « investissement majoritaire » dans Frontiers.
En 2015, Frontiers Media est classé comme éditeur prédateur par Jeffrey Beall. Le Committee on Publication Ethics (en) et l'Open Access Scholarly Publishers Association ont néanmoins conservé Frontiers comme membre.
Le journal demande notamment à des éditeurs invités de coordonner la publication de volumes, mais le procédé est critiqué par ceux qui se sont prêté à l'exercice.

## Liste des revues
Fin 2019, le groupe publie 73 revues :
- Frontiers in Aging Neuroscience ;
- Frontiers in Applied Mathematics and Statistics ;
- Frontiers in Artificial Intelligence ;
- Frontiers in Astronomy and Space Sciences ;
- Frontiers in Behavioral Neuroscience ;
- Frontiers in Big Data ;
- Frontiers in Bioengineering and Biotechnology ;
- Frontiers in Blockchain ;
- Frontiers in Built Environment ;
- Frontiers in Cardiovascular Medicine ;
- Frontiers in Cell and Developmental Biology ;
- Frontiers in Cellular and Infection Microbiology ;
- Frontiers in Cellular Neuroscience ;
- Frontiers in Chemical Engineering ;
- Frontiers in Chemistry ;
- Frontiers in Climate ;
- Frontiers in Computational Neuroscience ;
- Frontiers in Computer Science ;
- Frontiers in Digital Health ;
- Frontiers in Digital Humanities ;
- Frontiers in Earth Science ;
- Frontiers in Ecology and Evolution ;
- Frontiers in Education ;
- Frontiers in Endocrinology ;
- Frontiers in Energy Research ;
- Frontiers in Environmental Science ;
- Frontiers in Evolutionary Neuroscience ;
- Frontiers in Forests and Global Change ;
- Frontiers in Genetics ;
- Frontiers in Genome Editing ;
- Frontiers in Human Dynamics ;
- Frontiers in Human Neuroscience ;
- Frontiers in ICT ;
- Frontiers in Integrative Neuroscience ;
- Frontiers in Marine Science ;
- Frontiers in Materials ;
- Frontiers in Mechanical Engineering ;
- Frontiers in Medical Technology ;
- Frontiers in Medicine ;
- Frontiers in Microbiology ;
- Frontiers in Molecular Biosciences ;
- Frontiers in Molecular Neuroscience ;
- Frontiers in Nanotechnology ;
- Frontiers in Neural Circuits ;
- Frontiers in Neuroanatomy ;
- Frontiers in Neuroenergetics ;
- Frontiers in Neuroengineering ;
- Frontiers in Neuroinformatics ;
- Frontiers in Neurology ;
- Frontiers in Neurorobotics ;
- Frontiers in Neuroscience ;
- Frontiers in Nutrition ;
- Frontiers in Oncology ;
- Frontiers in Pediatrics ;
- Frontiers in Pharmacology ;
- Frontiers in Physics ;
- Frontiers in Physiology ;
- Frontiers in Plant Science ;
- Frontiers in Psychiatry ;
- Frontiers in Psychology ;
- Frontiers in Public Health ;
- Frontiers in Research Metrics and Analytics ;
- Frontiers in Robotics and AI ;
- Frontiers in Sociology ;
- Frontiers in Sports and Active Living ;
- Frontiers in Surgery ;
- Frontiers in Sustainable Cities ;
- Frontiers in Synaptic Neuroscience ;
- Frontiers in Systems Neuroscience ;
- Frontiers in Toxicology ;
- Frontiers in Veterinary Science ;
- Frontiers in Water ;
- Frontiers for Young Minds ;